# Сет (мифология)
Сет, также Сетх, Сутех (егип. Stẖ [ˈsuw.tixʲ]; копт. ⲥⲏⲧ [ˈseːt]), — в древнеегипетской мифологии бог ярости, песчаных бурь, разрушения, хаоса, войны и смерти, входящий в гелиопольскую Эннеаду. Первоначально почитался как «защитник солнца-Ра», покровитель царской власти, его имя входило в титулы и имена ряда фараонов. Сет — бог-воин с красными жгучими глазами, единственный из всех, кто способен одолеть во тьме змея Апопа, олицетворяющего мрак и жаждущего поработить Ра в тёмных глубинах подземного Нила. Позже был демонизирован, стал антагонистом в дуалистичной борьбе Гора (Хора) и Сета, персонификацией мирового зла. Также Гор и Сет могут сливаться в единое двухголовое божество Херуифи. Был покровителем далёких стран и чужеземцев.

## Происхождение
Сет был младшим сыном богини неба Нут и бога земли Геба, братом Осириса, Исиды и Нефтиды. Последняя также приходилась ему женой, от которой, по одной версии, у него родился сын Анубис.
Есть версия, по которой Сет был рождён в районе города Су (оазис Файюм). Согласно Гелиопольской космогонии, он появился на свет, выскочив из бока матери Нут. День его рождения — третий предновогодний — считался несчастливым для всего Египта, в этот день старались не делать никаких важных дел.
Имел несколько жён, в числе которых — Нефтида, Таурт, угарито-финикийские богини Анат и Ашторет и др. Издревле ассоциировался с мужской сексуальной силой.

## Изображения
Самое раннее изображение бога выявлено на резном предмете из слоновой кости, обнаруженном в одной из гробниц эль-Махасны, датированной эпохой Накада I.
1. Сет изображается, как правило, с головой осла[2], трубкозуба. С длинными ушами, красной гривой и красными глазами (цвет смерти, то есть пустынного песка, хотя изображение его можно встретить и совсем иное).
2. Существуют изображения в виде различных животных: крокодила (рельеф юго-западного зала храма Хатхор в Дендере), самца гиппопотама (папирус Жумиляк), змея (рельеф в храме Рамсеса II в Асуане), а также в сборном облике: гиппопотам в шкуре крокодила (фреска на стене гробницы Ментухотепа). Но нет точных подтверждений, что это именно Сет.
3. Известен миф, в котором Сет плюнул в глаза Гору, приняв облик чёрной свиньи. Из-за этого свиньи считались нечистыми (несмотря на то, что в глубокой древности встречались изображения Нут в виде свиньи с поросятами-звёздами).
4. Изображения «зверя Сета» сохранилось на булаве царя Скорпиона[7]. В египетском языке иероглиф «зверь Сета»| E20 | был идеограммой, которая служила детерминативом к таким словам как «дикий», «злой», «свирепый»[1]. В более поздние эпохи создание, похожее на описание «зверя Сета», упоминается в арабских текстах как «салава»[7].
5. Изображения Сета достаточно зооморфны, нет единого мнения по поводу того, какое же животное было отображением Сета.

Священными животными Сета были свинья («отвращение для богов»), антилопа, окапи (жираф) и др., главным был осёл.

## Мифология
Согласно древнеегипетской мифологии, супруга Сета Нефтида полюбила Осириса и, приняв облик его жены Исиды, зачала от него сына Анубиса (по другим версиям — отцом Анубиса был Сет или Ра). Опасаясь гнева супруга, Нефтида бросила младенца в камышовых зарослях, где с помощью собак его нашла Исида.
Сет решил отомстить брату. Согласно ранней версии легенды, он подстерёг Осириса на охоте и убил его. Более поздние версии сообщают, что Сет действовал в союзе с 70-ю заговорщиками. На один из праздников он приказал доставить красивый саркофаг и обещал подарить его тому, кому он придётся впору. Едва Осирис лёг в саркофаг, заговорщики захлопнули крышку, заколотили и бросили в Нил. (Согласно мемфиской легенде, тело Осириса бросили в реку, где тот пролежал три дня и три ночи, поедаемый рыбами). Трон занял Сет.
Услышав об убийстве мужа, Исида обрезала волосы, облачилась в траурные одеяния и отправилась на поиски Осириса. Ей во всём помогала Нефтида, бежавшая от Сета. Обретя тело Осириса, женщины спрятали его в болотах близ города Буто, чтобы оплакать. Но Сет нашёл и разрубил тело брата на 14 (или 16, или 18) частей, а затем разбросал по Дельте.
Исида тайно родила от Осириса сына Гора и, чтобы уберечь его от гнева Сета, положила младенца в корзину или сундук и пустила по водам Нила. Божественная няня Рененутет заботилась о нём, пока он не открыл себя миру, «надев свой пояс в густых зарослях» (то есть возмужал). Побуждаемый духом Осириса, Гор решил стать «мстителем за своего отца».

### Тяжба Гора и Сета
Восемьдесят лет бились Гор и Сет. Исида выступала на стороне сына в его противостоянии с Сетом за трон, но также из добрых сестринских чувств иногда приходила на выручку брату Сету. Во время одного из сражений Сет вырвал у Гора его око, ставшее затем великим амулетом уаджет; Гор же кастрировал Сета, лишив его основной части его сущности. По одной из легенд отрезанная в битве передняя нога Сета была заброшена в северную часть неба, где боги приковали её золотыми цепями к извечным опорам небес и поставили охранять её грозного гиппопотама — Исиду Хесамут.
Осуждённого Сета, обернувшегося пантерой, боги решили сжечь, а Анубис снял шкуру с Сета и надел на себя. Затем он отправился в святилище Осириса и калёным железом выжег на шкуре свой знак.
Когда Гор выиграл спор у Сета, он основал город Эдфу, где расположен храм, построенный в его честь. Стены храма украшены рельефами времён правления фараона Цезариона, представляющими собой борьбу двух божеств.

## Культ
В период Древнего царства Сет наряду с Гором считался богом — покровителем царской власти, что отражено в «Текстах пирамид» и в титулах фараонов II династии (сочетание имён Сета и Гора означает «царь»). При гиксосах Сет был отождествлён с их богом Ваалом, местом его культа как главного бога стала столица Египта Аварис. В начале периода Нового царства имена «Сети» встречаются ещё достаточно часто; эти имена носили фараоны XIX династии: Сети, Сетнахт; Сету давался эпитет «могучий». В договоре Рамсеса II с хеттами Сет упоминается наряду с хеттскими богами.
Предметы с изображением животного, символизирующего Сета, появились в Додинастический период, в эпоху Накада I (3800-3600 гг. до н. э.). Они были найдены в районе Накады. В те времена Сет был божеством металлов и покровителем Верхнего Египта, и в его характере ещё не проявлялись негативные черты. В эпоху до объединения Египта фараоном Нармером за власть боролись сторонники Сета и Гора. Победа досталась Гору, и его имя стало составной частью титулатуры монарха; когда Гор и Сет изображаются вместе, то Гор непременно стоит впереди Сета.
С концом Древнего царства его культ постепенно демонизировался из великого защитника Ра в злое могущественное божество, не утратившее при этом своих первоначальных функций. После такой трансформации Сет отнюдь не воспринимался египтянами как нечто злое и враждебное (например, как змей Апоп или крокодил Мага). Несмотря на проигранный спор и многочисленные преступления, в том числе убийство Осириса, Сет остаётся повелителем южных областей Египта, повелителем подвластной ему силы — плохой погоды и песчаных бурь. Особенно почитался он Рамсессидами как владыка воинской доблести и смелости. Основная функция Сета состояла в том, чтобы сражаться в одиночку со змеем Апопом, защищая Солнечную ладью (папирус Жумиляк). Однако начиная с Третьего переходного периода, особенно в эпоху Птолемеев, когда культ Гора был вознесён особо высоко, Сет превращается сугубо в символ зла и становится ненавистным злодеем, источником вселенского зла.
Планета Меркурий считалась небесным образом Сета — «Сет в вечерних сумерках, Бог в утренних сумерках». Цвет Сета — рыже-красный, подвластная сторона света — юг.
Культ Сета процветал в Омбосе (вблизи Накада), Ком-Омбосе, Гипселе, оазисах Дахла и Харга, а особенно в северо-восточной Дельте Нила. В оазисе Дахла вплоть до XXII династии существовал оракул Сета. Хотя уже во времена XXVI династии этот бог стал явным олицетворением зла.
Папирус Анастаси II пишет о событиях времён Рамзеса III:
Его Величество (Рамзес III) построил себе укреплённый дворец, именуемый «Великий в победах». Он находится между Речену и Тамери, изобилует пищей и запасами. Он построен по образцу Гермонтиса, а его протяжённость — такая же, как у Хут-ка-Птаха. Солнце восходит на обеих своих световых горах (понятие из египетской мифологии), а опускается в центре этого города. Все люди покидают свои города и селятся в округе (этого города). На западе (города) располагается храм Амона, на юге — храм Сета. Астарта находится на востоке, а Уто — на севере. Укреплённый дворец, который находится в этом городе, (так же велик), как обе световых горы неба. Рамзес II в нём как бог, «Монту в Обеих землях» как докладчик, «Господин Солнце» как визирь, дружественно настроенный к Египту.

### Сопоставления
Сопоставления Сета с другими египетскими богами и божествами пантеонов других народов.
- Сами египтяне иногда отождествляли его с Бебаном.
- У ливийцев — Аш[2].
- На Синайском полуострове — Немти[2].
- У хурритов — Тешуб[2].
- При гиксосах отождествлялся с Ваалом, местом его культа стал город Аварис[2][13]. Имена жён Сета[6] (Анат, Ашера или Астарта) тождественны именам жён Йево и Баала[6][14][15][16][17].
- В древнегреческой мифологии — Тифон[2].

## Сет в массовой культуре
- Один из героев романа Роджера Желязны «Создания света, Создания тьмы».
- В гиборийском (хайборийском) мире Конана Сет является богом Стигии, покровителем колдунов Чёрного круга и главным антагонистом Митры. Вопреки традиции, он изображается в виде змеи.
- В книгах Рика Риордана «Красная пирамида», «Огненный трон» и «Тень Змея».
- 2001 — «Американские боги»
- 2010 — «Наследники богов»
- В честь Сета названо описанное в 2017 году насекомое Euderus set[18]

### Кинематограф
- 1975 — в эпизоде «Пирамиды Марса» классического сериала «Доктор Кто» Сутех — инопланетное божество, погребённое собратьями под пирамидой в Сахаре. Доктор столкнулся с ним в 1911 году, когда Сутех планировал сбежать из своей темницы и уничтожить Землю. В 2024 году персонаж вернулся в эпизоде «Легенда о Руби Сандей» в качестве «бога смерти».
- 1997—2007 — в фантастическом сериале «Звёздные врата: SG-1» Сет — один из гоа’улдов (фараон-инопланетянин). Непосредственно ему посвящена серия «Сэт», где он представлен бессмертным, ныне живущим на Земле, и является главарём тоталитарной деструктивной секты[19].
- 1998 — мультфильм «Приключения Папируса» (Франция); Сет — главный антагонист.
- 2003—2008 — мультфильм «Тутенштейн» (США)
- 2006 — «Тутанхамон: Проклятие гробницы»
- 2016 — «Боги Египта»; роль Сета исполнил Джерард Батлер.
- 2017 — «Мумия»; роль Сета исполнил Хавьер Ботет.

### Видеоигры
- В ролевой игре «Vampire: The Masquerade» есть клан «Последователи Сета», которые описываются как коварные вампиры египетского происхождения[20].
- В компьютерной игре «Tomb Raider: The Last Revelation» Сет выступает в роли главного антагониста и финального босса. Сюжет игры полностью посвящён ему.
- «Egypt 3: The Egyptian Prophecy»
- В компьютерной игре жанра MOBA «Smite» в качестве игрового персонажа.
- В серии игр «Hello Charlotte» в качестве «кукловода», самого игрока.
- Появляется в игре «Egypt: Old Kingdom» как один из трёх возможных богов-покровителей игрового города Мемфиса.
- В ролевой игре «Клуб романтики» в истории «Песнь о красном Ниле» является одним из основных персонажей.

### Комментарии
1. ↑  рельеф юго-западного зала храма Хатхор в Дендере
2. ↑  папирус Жумиляк
3. ↑  рельеф в храме Рамсеса II в Асуане
4. ↑  фреска на стене гробницы Ментухотепа
5. ↑  миф о Сете, плюнувшем в глаза Хору, приняв облик чёрной свиньи